# سیرنوس کول
سیرنوس کول (انگلیسی: Cyrenus Cole; ۱۳ ژانویهٔ ۱۸۶۳ – ۱۴ نوامبر ۱۹۳۹) سیاستمدار، و ویراستار اهل ایالات متحده آمریکا بود.